# Die LottoKönige
Die LottoKönige ist eine deutsche Fernsehserie, von der zwischen 2012 und 2015 drei Staffeln im WDR Fernsehen ausgestrahlt wurden. Sie ist eine Adaption der österreichischen Fernsehserie Die Lottosieger.

## Handlung
Familie König ist eine typische Familie aus der Stadt Essen im Ruhrgebiet. Ihr Leben ändert sich jedoch, als sie 12 Millionen Euro im Lotto gewinnen. Auf Anraten des Psychologen Dr. Rüdiger Rössler erzählen sie niemandem, nicht einmal ihrem Sohn Theo und Schwester Elfie, von ihrem Glück. Im Zentrum des Geschehens stehen die Bemühungen der Familie König, den Gewinn zu verheimlichen, der Versuch, ihren Lebensstandard zu erhöhen, und typische Familienstreitereien.

## Hauptfiguren

### Rudi König
Rudi ist der Ehemann von Claudia und der Vater von Theo. Er arbeitet zusammen mit seinem besten Freund Bülent bei einem Geldtransportunternehmen. Mit seiner ostdeutschen Chefin teilt er gegenseitige Abneigung füreinander und sammelt regelmäßig Mahnungen von ihr. Er versucht mit allen Mitteln, den Lottogewinn zu verheimlichen und nicht als Millionär aufzufallen. So spielt er trotz des Gewinns immer noch Lotto, damit niemand auf die Idee kommen kann, dass er und seine Familie die Gewinner des Jackpots sind. Rudi ist darüber hinaus Vorsitzender des Dart-Vereins Adleraugen Essen-Steele. Wenn er nicht bei der Arbeit oder zuhause ist, trifft man ihn sehr wahrscheinlich in seiner Stammkneipe Golombek an.
Er ist ein eher gemütlicher Charakter und versucht stets, übermäßige Anstrengungen zu vermeiden. Im Kreise der Familie versucht er bei jeder Gelegenheit, das Familienoberhaupt zu mimen, was ihm gegenüber seiner Frau Claudia aber nie gelingt. Bei einer ärztlichen Vorsorgeuntersuchung wird ihm, wie üblich, mehr Sport und weniger Bier verordnet.

### Claudia König
Claudia ist die Ehefrau von Rudi und die Mutter von Theo. Im Gegensatz zu ihrem Mann versucht sie, den hohen Geldbetrag zu genießen, und gönnt sich deshalb regelmäßig neue Accessoires, was ihren Mann stets zur Weißglut bringt.
Claudia ist ein sehr familiärer Mensch und versucht stets, Kontakt zu allen Familienmitgliedern zu halten. So versucht sie fast manisch, ein freundschaftliches Verhältnis zu Theos Freundin aufzubauen und ihn am Auszug zu hindern. Von diesem Drang ausgenommen ist ihre Schwiegermutter, welche permanent unangemeldet in die Wohnung platzt. Claudia arbeitet als Reinigungskraft in einer Werbeagentur, welche sie durch eine geniale Idee vor dem Konkurs retten kann. In mehreren Situationen weiß sie sich gegenüber ihrem Mann zu behaupten und kann ihn durch geschicktes Taktieren von ihrer Meinung überzeugen.

### Theo König
Theo ist der Sohn von Claudia und Rudi. Er beginnt zu Beginn der Serie ein Musicalstudium an der Folkwang Universität der Künste in Essen, was sein Vater nicht sonderlich gutheißt. Wegen dieser Entscheidung lastet anfangs der Verdacht auf ihm, er sei homosexuell. Dies ändert sich erst, als er allen seine Freundin präsentiert, welche ebenfalls Musical studiert. Seine Eltern verheimlichen ihm den Lottogewinn, jedoch gibt er am Ende der zweiten Staffel zu erkennen, dass er die ganze Zeit vom Gewinn wusste.

### Helga König
Helga ist die verwitwete Mutter von Rudi. Sie lebt im selben Haus wie ihre Familie und kommt oft unangemeldet mit dem Zweitschlüssel in die Wohnung ihrer Familie, worüber sich Claudia stets aufregt. Durch ihren Anteil am goldenen Tippschein genießt sie, ähnlich wie ihre Schwiegertochter, den unverhofften Geldsegen, ist dabei jedoch nicht so vorsichtig wie diese. So spielt sie etwa mit dem unwissenden Hausmeister um recht hohe Summen Poker.
Nachdem Theo ihr einen Laptop eingerichtet hat, vergnügt sich Helga in der Welt des Online-Datings und hat so unregelmäßigen Besuch von Herren, von denen aber niemand mehr als einmal erscheint.

### Elfie Heck
Elfie ist die Schwester von Claudia. Sie betreibt einen Friseursalon, in dem ihre Schwester Stammkundin ist. Claudia sorgt maßgeblich dafür, dass sie  mit dem Psychologen der Lottogesellschaft, Dr. Rüdiger Rössler, zusammenkommt, da Elfie in der Vergangenheit kein sonderlich gutes Händchen bei der Auswahl ihrer Lebensgefährten hatte. So  hatte sie für eine längere Zeit eine Affäre mit dem verheirateten Hannes, Besitzer eines örtlichen Drogeriemarktes, Möchtegern-Playboy und Freund von Rudi.
In den Staffeln 1 und 2 ist Elfie äußerst naiv und muss von Claudia stets in die rechte Bahn gelenkt werden. Erst als die Beziehung mit Rüdiger Früchte trägt, schöpft sie mehr Selbstbewusstsein und schaut sich sogar etwas von seinem Besserwissen ab.

### Dr. Rüdiger Rössler
Dr. Rüdiger Rössler ist der Psychologe der Lottogesellschaft, der den Auftrag hat, Familie König im Umgang mit ihrem neuen Gewinn zu betreuen. Er freundet sich recht schnell mit Claudia an und verguckt sich direkt bei der ersten Begegnung in ihre Schwester Elfie. Da er jedoch ein etwas tollpatschiger, sehr zurückhaltender, fast schüchterner Mensch ist, traut er sich zunächst nicht, sie auf ein Rendezvous einzuladen. So besucht er dank Haarschneidegutscheinen von Claudia mehrmals die Woche Elfies Friseursalon, um sich die Haare schneiden zu lassen. Auf Drohung von Elfis Mitarbeiter, er solle seine Chefin endlich zu einem romantischen Essen einladen, sonst würde er ihm eine Glatze schneiden, spricht er Elfie in dieser Absicht an. Gekoppelt mit Claudias gutem Zureden werden die beiden am Ende der ersten Staffel ein Paar.

## Episoden

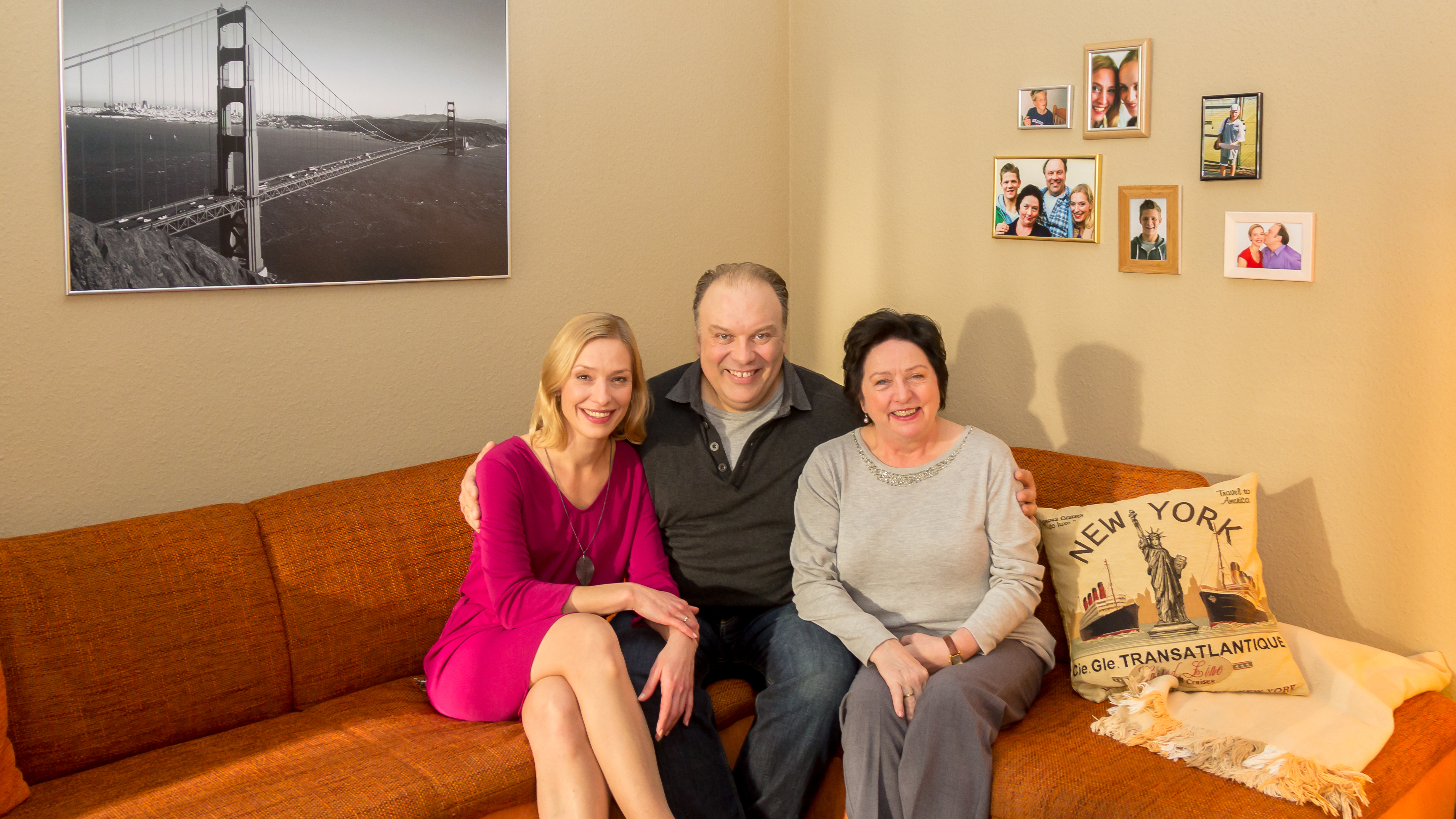
Dreharbeiten zur 3. Staffel „Die LottoKönige“: Foto: Waldemar Kobus als Lottogewinner „Rudi König“, Sandra Borgmann als seine Frau „Claudia König“ und Beate Abraham als „Oma Helga“

### Staffel 1
| Nr. (ges.) | Nr. (St.) | Originaltitel        | Erstausstrahlung D |
| ---------- | --------- | -------------------- | ------------------ |
| 1          | 1         | Jackpot im Ruhrpott! | 29. Apr. 2012      |
| 2          | 2         | Wohin mit der Kohle? | 6. Mai 2012        |
| 3          | 3         | Zwei Kilo PS!        | 13. Mai 2012       |
| 4          | 4         | Die 500-Euro-Frage!  | 27. Mai 2012       |
| 5          | 5         | Wer zahlt die Zeche? | 28. Mai 2012       |
| 6          | 6         | Schicht im Schacht?  | 3. Juni 2012       |

### Staffel  2
| Nr. (ges.) | Nr. (St.) | Originaltitel                         | Erstausstrahlung D |
| ---------- | --------- | ------------------------------------- | ------------------ |
| 7          | 1         | Familie und andere Missverständnisse! | 27. Apr. 2013      |
| 8          | 2         | Die üblichen Verdächtigen!            | 4. Mai 2013        |
| 9          | 3         | Eine sichere Bank?                    | 11. Mai 2013       |
| 10         | 4         | Ziemlich beste Freundinnen?           | 18. Mai 2013       |
| 11         | 5         | Pennen auf Pump?                      | 25. Mai 2013       |
| 12         | 6         | Alles auf Anfang?                     | 1. Juni 2013       |

### Staffel  3
Die Ausstrahlung der dritten und letzten Staffel im Fernsehen begann am 10. Juni 2015, in der WDR-Mediathek und im Hybrid Broadcast Broadband TV war die komplette dritte Staffel bereits ab 3. Juni 2015 verfügbar.
| Nr. (ges.) | Nr. (St.) | Originaltitel                     | Erstausstrahlung D |
| ---------- | --------- | --------------------------------- | ------------------ |
| 13         | 1         | Mama allein zu Haus!              | 10. Juni 2015      |
| 14         | 2         | Herzrasen!                        | 10. Juni 2015      |
| 15         | 3         | Kinderüberraschung                | 17. Juni 2015      |
| 16         | 4         | Wer nichts wird, wird Wirt!       | 17. Juni 2015      |
| 17         | 5         | Ein Anfang und ein Ende?          | 24. Juni 2015      |
| 18         | 6         | Bis dass der Tod euch scheidet... | 24. Juni 2015      |

## DVD-Veröffentlichung
Die erste Staffel wurde am 1. Juni 2012 auf DVD und Blu-Ray Disc veröffentlicht. Die DVDs der zweiten Staffel erschien am 25. Mai 2013 und die der dritten Staffel am 24. Juni 2015.

## Rezeption
Peter Luley von Spiegel Online schrieb im April 2012 zur ersten Staffel, dass „viel Wohlfühl-Folklore mit möglichst hoher Gag-Quote“ geboten werde, „die nötige Boshaftigkeit“ dabei jedoch zu kurz komme.

## Auszeichnungen
- Nominierung für den Deutschen Comedypreis 2013